# Bohumil Musil
Bohumil Musil (né le 10 mai 1922 et mort le 5 décembre 1999) est un joueur de football tchécoslovaque, reconverti plus tard en entraîneur.

## Biographie
Il dirige l'équipe de Tchécoslovaquie en 1951 et 1952, sur un total de 4 matchs. Il dirige son premier match le 14 octobre 1951 lors d'une défaite (1-2) à domicile contre la Hongrie. Son bilan à la tête de l'équipe nationale est de 3 défaites et un match nul.